# Paul Kruger
Paul Kruger (teljes nevén Stephanus Johannes Paulus Kruger) (Bulhoek, 1825. október 10. – Clarens, Svájc, 1904. július 14.) búr politikus, valamint a Transvaal Köztársaság elnöke volt.

## Élete

### Ifjúkora
Paul Kruger 1825. október 10-én született a családi farmon. Ősei porosz származásúak voltak, és 1713-ban érkeztek Dél-Afrikába. A Krüger családnak Dél-Afrikában hugenotta, holland és német gyökerei is voltak. Amikor Paul tízéves volt, családja az ország északi részére költözött, Cape tartományba. Itt találkoztak a búrok egyik vezetőjével, Hendrik Potgieterrel. Hamarosan csatlakoztak hozzájuk, és követték őket Natalba (ma: KwaZulu-Natal), végül pedig Transvaal tartomány délkeleti részén telepedtek le, létrehozva Potchefstroom városát, amely ma az egyeteméről híres.
Tizenhat évesen korában Paul megvásárolta a Transvaal északi területén található Waterkloof nevezetű farmot, amely közel volt Rustenburg városához. Egy évvel később, 1842-ben megházasodott. Felesége, Maria és gyermeke azonban 1846-ban maláriában elhunytak. Kruger 21 évesen újraházasodott. Második felesége Gezina du Plessis, első feleségének unokatestvére volt. Összesen 16 gyermekük született. Gezina igen mély nyomott hagyott Krugerben, mivel később Pretoria egyik kerületét róla nevezte el.

### Politikai pályafutása
1854-ben Rustenburg vezetőjévé nevezték ki, majd hat évvel később a Transvaal hadsereg parancsnoka lett. 1877-ben az Egyesült Királyság annektálta (elfoglalta) Transvaalt és Paul Kruger – a békés megoldásban bízva – Londonba ment, hogy tárgyaljon a brit kormánnyal. Azzal érvelt, hogy az annexió erkölcsileg elfogadhatatlan a búrok számára. Érvei azonban hatástalanok maradtak és a kiábrándult Kruger visszatért Dél-Afrikába.
1880-ban Piet Joubert, Marthinus Wessel Pretorius, valamint Kruger egyesítették erőiket és közösen ígéretet tettek a nemzeti függetlenség kivívására. 1881-ben a búrok megnyerték az első búr háborút, majd 1883-ban Krugert az újonnan alakult Transvaal Köztársaság elnökévé nevezték ki. A transvaali aranyláz következtében az állam kénytelen volt a vasúthálózatot és az utakat fejleszteni, valamint megfelelő szálláslehetőségeket biztosítani a fejlődő városokban, ennek hatására az országban infrastrukturális fejlődés kezdődött, és az elmaradott afrikai állam egyre inkább iparosodott „európai” állammá vált. 1888-ban Krugert újraválasztották, de már nem olyan nagy különbséggel mint 1883-ban. Ebben szerepe volt annak is, hogy az általa kedvelt személyeket előnyben részesítette a gazdasági koncessziók adományozásánál. Az 1893-as választásokat csak szoros eredményekkel nyerte meg, mivel sokan úgy vélték, hogy politikája gazdasági összeomláshoz fog vezetni. Ravasz politikusként azonban visszaszerezte a választók bizalmát és elérte, hogy 1898-ban ismét nagy többséggel, immár negyedik alkalommal elnökké válasszák.
1899-ben kitört a második búr háború, amelynek Kruger az emblematikus alakjává vált. Ugyanis az angolok szándékát felismerve, akik a búr állam annektálását tervezték, ő maga indított támadást a brit csapatok ellen. Ez azonban nem dönthette el a háború kimenetelét, így Kruger 1900-ban a brit előretörés következtében Európába menekült, ahol Hollandiában telepedett le.

### Utolsó évei
Távollétében a britek annektálták, és a Dél-afrikai Unióba olvasztották Transvaalt, megszüntetve ezzel elnökségét. Soha nem tért vissza hazájába, mert 1904. július 14-én 78 évesen elhunyt a svájci Clarensben. Testét még ebben az évben hazaszállították és 1904. december 16-án Pretoriában helyezték örök nyugalomra a hősök parcellájában.

### Emlékezete
- Ma Kruger tiszteletére október 10-e munkaszüneti nap a Dél-afrikai Köztársaságban.
- Tiszteletére nevezték el a Dél-afrikai Köztársaság legnagyobb területű nemzeti parkját is, ez a Kruger Nemzeti Park.
- Kruger a dél-afrikaiak legnagyobb nemzeti hősévé vált.
- Kittenberger Kálmán is idézi Kruger egyik kijelentését Utolsó afrikai vadászatom című könyvében, mely szerint: „Olyan fehér ember még nem született, aki a feketék lelkivilágát ismerte volna...”
- Pretoriai otthona, a Kruger-ház ma múzeumként látogatható.
- Kruger élete alapján készült 1941-ben a Krüger apó (Ohm Krüger) című német film, Hans Steinhoff rendezésében. Krugert a filmben az Oscar-díjas Emil Jannings játszotta.
- Az először 1967-ben kibocsátott 22 karátos (91,67%) Krugerrand aranyérme az ő profilképét és nevét viseli. Ez az érme volt a világ első befektetési aranyérméje.

## Galéria

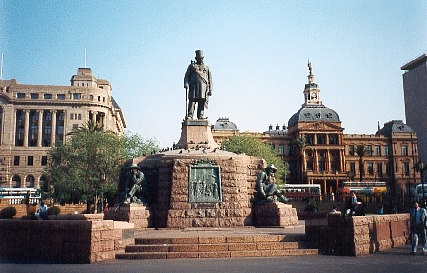
Kruger szobra Pretoriában
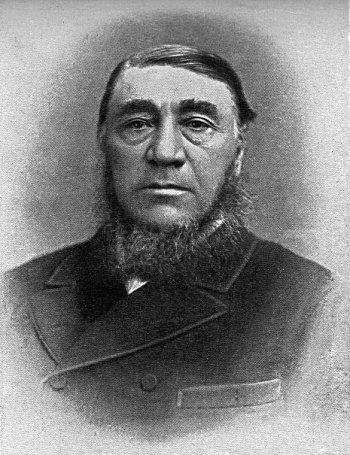
Kruger egy 1879-es fényképen
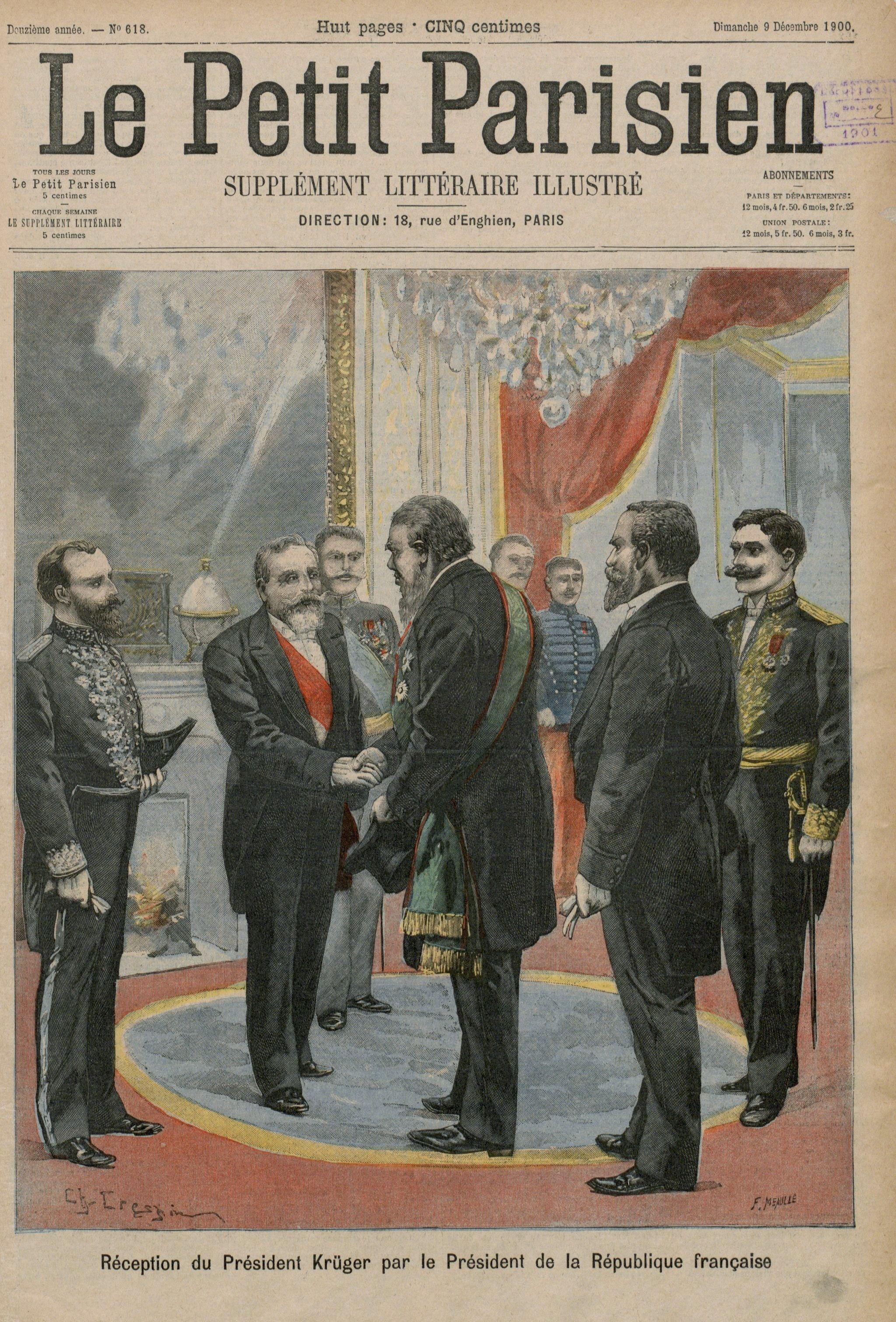
,A Le Petit Parisien illusztrációja 1900. december 8., Émile Loubet francia köztársasági elnök fogadja Paul Krugert